# شو چن
شو چن (انگلیسی: Xu Chen؛ زادهٔ ۲۹ نوامبر ۱۹۸۴) بدمینتون‌باز اهل چین است.